# Heteroleucon akaroensis
Heteroleucon akaroensis är en kräftdjursart som beskrevs av William Thomas Calman 1907. Heteroleucon akaroensis ingår i släktet Heteroleucon och familjen Leuconidae. Inga underarter finns listade i Catalogue of Life.